# Ciche (gmina)
Ciche (od 1973 Ratułów) – dawna gmina wiejska istniejąca w latach 1934–1954 w woj. krakowskim (dzisiejsze woj. małopolskie). Siedzibą władz gminy było Ciche.
Gmina zbiorowa Ciche została utworzona 1 sierpnia 1934 roku w powiecie nowotarskim w woj. krakowskim z dotychczasowych jednostkowych gmin wiejskich: Ciche, Międzyczerwienne, Ratułów i Stare Bystre. Według stanu z dnia 1 lipca 1952 roku gmina składała się z 4 gromad: Ciche, Międzyczerwienne, Ratułów i Stare Bystre. 
Gmina została zniesiona 29 września 1954 roku wraz z reformą wprowadzającą gromady w miejsce gmin. Jednostki nie przywrócono 1 stycznia 1973 roku po reaktywowaniu gmin, utworzono natomiast jej terytorialny odpowiednik, gminę Ratułów.